# Ohrum
Ohrum è un comune di 575 abitanti della Bassa Sassonia, in Germania.
Appartiene al circondario (Landkreis) di Wolfenbüttel (targa WF) ed è parte della comunità amministrativa (Samtgemeinde) di Oderwald.

## Storia

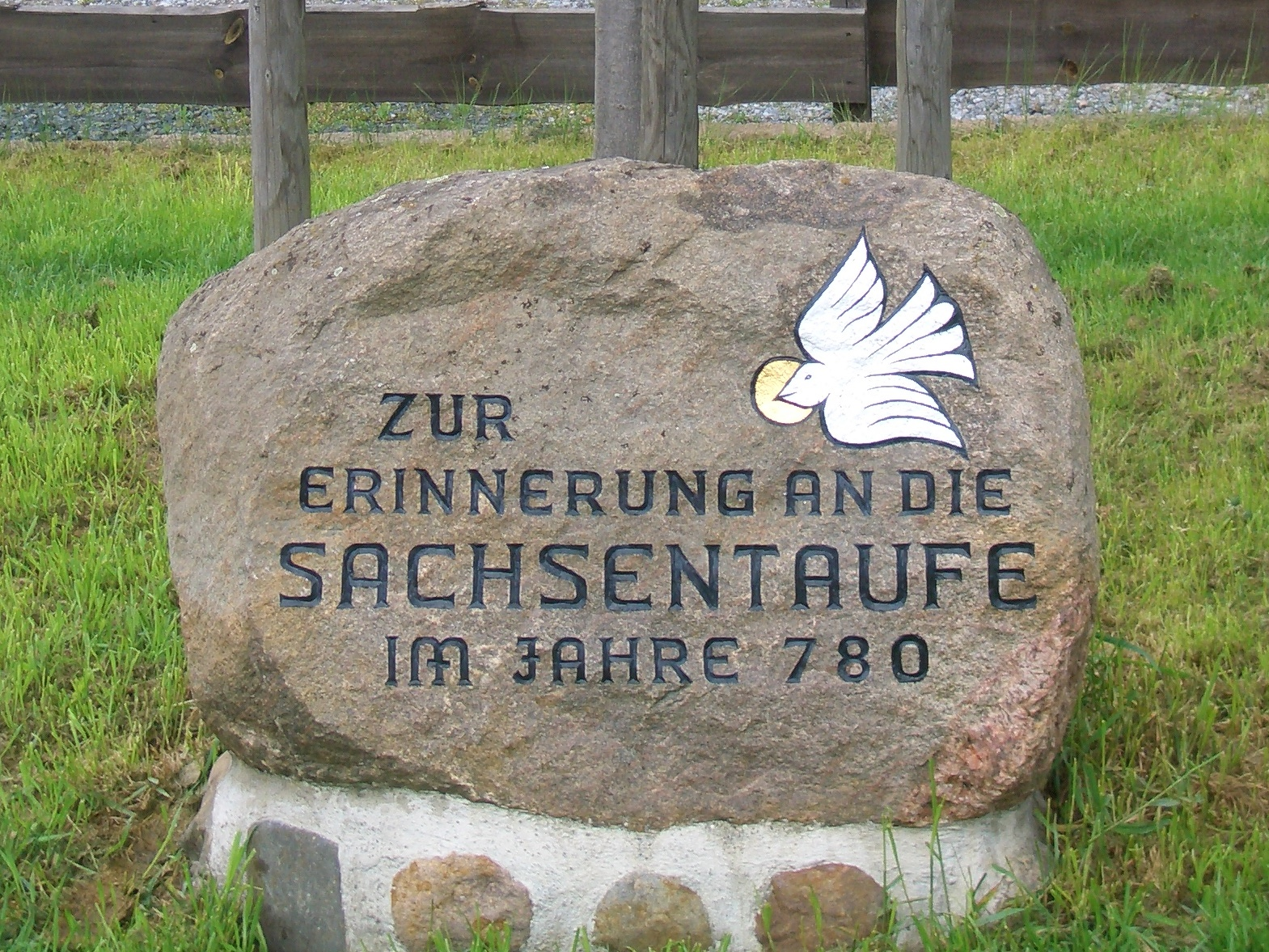
Lapide a ricordo del battesimo dei Sassoni ad opera di Carlo Magno nel 780.

Ad oggi un piccolo comune, ma in passato Ohrum è sempre stato uno snodo commerciale molto importante nella regione.
L'occupazione del sito risale all'età della pietra. Una notevole importanza raggiunse Ohrum nell'Alto Medioevo, come testimoniano i ritrovamenti ceramici di età merovingia. 
In questo luogo Carlo Magno ottenne il battessimo di alcuni principi sassoni della regione dopo averli sconfitti nel 780.
Qui la cittadinanza ha posto una lapide commemorativa.